# Сумской дендрологический парк
«Сумской дендрологический парк» (укр. Сумський дендропарк) — дендрологический парк общегосударственного значения, расположенный на территории Сумского горсовета (Сумская область, Украина). Дендропарк существует только на бумаге, но нет администрации и не вынесен в натуре.
Площадь — 21 га.

## История
Парк был заложен в 1935 году. Дендропарк был создан постановлением Совета министров УССР от 22 июля 1983 года № 311. Был в ведении Исполкома Сумской городской администрации. В начале 1990-х годов финансирования на обустройство парка прекратилось. Предполагаются проекты к осуществлению реконструкции дендропарка управлением архитектуры и градостроения города Сумы.

## Описание
Согласно постановлению о создании дендропарка, объект расположен на территории Сумского горсовета между аграрным университетом и педагогическим университетом на участке площадью 21 га. Из них только 13 га в пределах Сум, а 8 га — Красносельского сельсовета Сумского района. Часть участка в Сумском районе была отдана под индивидуальную застройку и садовому обществу, другая же часть была и осталась в ведении рыбхоза и Горводоканала (водозабор) и не была изъята в соответствии с созданием природоохранной территории. Также здесь расположены гаражи и частично стадион педуниверситета. Фактически свободной площади для парка из 21 га — 7 га.

## Природа
В парке растут свыше 130 видов деревьев и кустарников.